# Eliseo Álvarez-Arenas y Pacheco
Eliseo Álvarez-Arenas Pacheco (Ceuta, 23 de desembre de 1923 - Madrid, 21 de setembre de 2011) va ser un marí i escriptor espanyol. Va ser almirall de l'Armada Espanyola i membre de la Reial Acadèmia Espanyola.
Fill del general Elíseo Alvarez-Arenas y Romero i germà del ministre Félix Álvarez-Arenas y Pacheco. A diferència del seu pare, que pertanyia a l'exèrcit de terra, el 1941 ingressà a l'Armada Espanyola, en la que va ascendir a tinent de navili el 1949. El 1954 es diplomà en l'Escola Naval Militar i el 1960 va ascendir a capità de corbeta. El 1977 es va diplomar en el United States Naval War College Naval Command Course i va ascendir a capità de navili, continuant la seva carrera amb l'ascens a contralmirall el 1982 i vicealmirall el 1984. El 1984 ascendí a almirall i fou nomenat capità general de la Zona Marítima del Cantàbric. El 1988 passà a la reserva.
Col·laborà a El País i fou amic de José Ortega Spottorno i de Julián Marías. El 4 de maig de 1995 fou elegit acadèmic de la Reial Acadèmia Espanyola, i va prendre possessió de la butaca b el 4 de febrer de 1996. De 2000 a 2003 fou vicesecretari de la Junta de Govern de l'Acadèmia.

## Obres
- El español ante el mar : ensayo de una incomprensión (1969)
- Teoría bélica de España (1972)
- De la guerra y de sus hombres (1983)
- Idea de la guerra (1984)
- Del mar en la historia de España y Haceres de ingenio: Política-Estrategia-Historia, Lo naval en el 98 (1987)
- Teoría del pensamiento naval (2001).